# Stephen Arthur Jensen

Wappen von Stephen Jensen

Stephen Arthur Jensen (* 30. Mai 1954 in North Vancouver, British Columbia, Kanada) ist der römisch-katholische Bischof von Prince George.

## Leben
Stephen Jensen empfing am 24. Mai 1980 durch den Erzbischof von Vancouver, James Francis Carney, das Sakrament der Priesterweihe. Er war in der Pfarrseelsorge im Erzbistum Vancouver tätig und dort ab 1997 Bischofsvikar für Erziehungs- und Schulfragen sowie die Erwachsenenbildung.
Im Jahr 2001 wurde er an der University of San Francisco in Erziehungswissenschaften promoviert. Ab 2009 war er Generalvikar im Erzbistum Vancouver.
Am 3. Januar 2013 ernannte ihn Papst Benedikt XVI. zum Bischof von Prince George. Der Erzbischof von Vancouver, John Michael Miller CSB, spendete ihm am  2. April 2013 die Bischofsweihe; Mitkonsekratoren waren der Bischof von Antigonish, Brian Joseph Dunn, und der Bischof von Kamloops, David Monroe. Als Wahlspruch wählte er Parare Vias Eius („Ihm den Weg bereiten“, Lk 1,76 ).